# Белек
Беле́к — місто-курорт на березі Середземного моря, у провінції Анталія, один з наймолодших курортів Туреччини. Розвиток інфраструктури туризму та відпочинку розпочався у 1984 році, перетворивши маленьке місто в один з найвідоміших світових курортних центрів.
Одним з важливих аспектів розвитку міста є популяризація гри в гольф. Белек — один з найвідоміших гольф-центрів не лише Туреччини, а й усього світу.
В історичному плані місто Белек не належить до жодного з історичних місць, але, завдяки своєму географічному положенню, дозволяє здійснювати екскурсії до пам'яток усієї провінції Анталії.

## Каньйон Кепрюлю
Головною визначною пам'яткою курорту Белек є Національний парк «Каньйон Кепрюлю», що займає площу близько 500 гектарів. В основному це середземноморський кипарисовий і евкаліптовий ліс. Тут справжній пташиний рай, батьківщина багатьох унікальних видів птахів, серед яких сова Туто-Алба, яка стала символом Белека. У цьому дивовижному куточку Туреччини розмножуються гігантські черепахи каретта-каретта. У лісі повітря має оптимальну концентрацію озону і благодійно впливає на здоров'я і можливості людини.

## Клімат
Белек розташований у зоні середземноморського клімату, зі спекотним сухим літом і помірною дощовою зимою. Середня температура взимку не опускається нижче позначки 10 °C, пік літньої температури може сягати 45 °C. Середня температура моря в зимові місяці становить близько 17 °C, у літні місяці близько 27 °C.

## Спорт
У місті Белек розвинений гольф-центр Туреччини. У 2012 році в місті відбувся Turkish Airlines World Golf Final, а 2013 року — Turkish Airlines Open. Також проводиться єдиний професійний турнір з тенісу в Туреччині — Antalya Open.